# Paralimnus angusticeps
Paralimnus angusticeps är en insektsart som beskrevs av Aleksey A. Zachvatkin 1953. Paralimnus angusticeps ingår i släktet Paralimnus och familjen dvärgstritar. Utöver nominatformen finns också underarten P. a. zeravshani.